# Yoel Rodríguez
 (juillet 2014).
Si vous disposez d'ouvrages ou d'articles de référence ou si vous connaissez des sites web de qualité traitant du thème abordé ici, merci de compléter l'article en donnant les références utiles à sa vérifiabilité et en les liant à la section « Notes et références ».
Yoel Rodríguez Oterino, plus connu sous le nom de  Yoel Rodríguez, est un joueur de football espagnol né le 28 août 1988. Il évolue au poste de gardien de but à SD Eibar. Il mesure 1,85m.

## Palmarès
En club
 Valence CF
- Vainqueur de l'Emirates Cup 2014